# Gujarati
|  | Per a altres significats, vegeu «Gudjarati». |

El gujarati és una llengua parlada a l'Índia que ve de l'indoeuropeu, de la branca indoària. Té més de 46 milions de parlants, cosa que situa la llengua en el lloc 23 de les més usades al planeta. Es conserven documents en aquest idioma des del segle XI. Té nombrosos manlleus del persa i de l'anglès, a causa de la dominació estrangera del país. S'escriu amb un sistema propi similar al devanagari emprat per escriure l'hindi. Va ser la llengua materna de Mohandas Gandhi. Presenta declinacions i tres gèneres. El verb acostuma a estar col·locat al final de la frase.

## Història

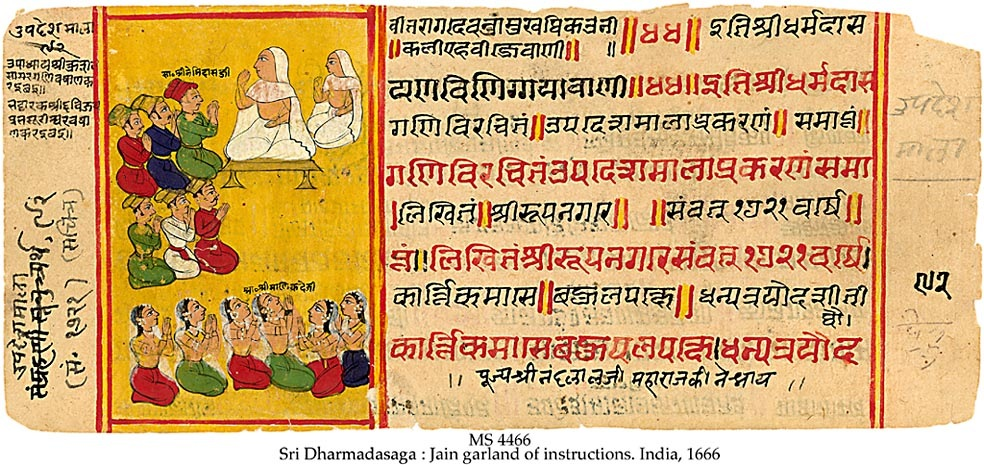
Manuscrit de 1666 d'un text jainista pràcrit del segle VI amb un comentari de 1487 en gujarati antic

El gujarati (de vegades escrit Gujerati, Gujarathi, Guzratee, Guujaratee, Gujrathi i Gujerathi)  és una llengua moderna indoària (IA) evolucionada a partir del sànscrit. La pràctica tradicional és diferenciar les llengües IA sobre la base de tres etapes històriques: 
1. Antic IA (sànscrit vèdic i clàssic)
2. Mitjana IA (diversos Prakrits i Apabhramshas)
3. Nova IA (llengües modernes com l'hindi, el punjabi, el bengalí, etc.)

Una altra perspectiva postula divisions successives de l'arbre genealògic, en què se suposa que el gujarati s'ha separat d'altres llengües IA en quatre etapes: 
1. Les llengües IA es divideixen en septentrionals, orientals i occidentals basant-se en característiques innovadores com ara les explosives que es formen en veu alta a la septentrional (sct. danta " dent " > punj. dānd) i les sibilants dentals i retroflexes que es fusionen amb la palatal a l'oriental (sct. sandhya " vespre " > beng. śājh).[7]
2. Occidental, cap al Centre i el Sud.
3. Central, en gujarati/ rajasthani, hindi occidental i punjabi/lahanda/sindhi, sobre la base de la innovació dels verbs auxiliars i les postposicions en gujarati/rajasthani.[5]
4. Gujarati/Rajasthani al gujarati i al rajasthani mitjançant el desenvolupament de característiques com l'auxiliar ch - i el marcador possessiu -n - durant el segle xv.[7]

Els principals canvis respecte a l'etapa indoària mitjana són els següents: 

### Canvis fonològics

#### Canvis en comú amb altres noves llengües indoàries
- Reducció de les geminades a consonants simples amb allargament de la vocal anterior (de vegades amb nasalització espontània) (#NIA-1/2) [8]
- Pèrdua de vocals finals (#NIA-3)
- Allargament de la vocal en seqüències -VNC- i consegüent nasalització (#NIA-4)
- Pèrdua de vocals sense accent en posicions no finals comuna (#NIA-5)
- Les vocals en successió directa es coalescen en vocals llargues o formen diftongs (#NIA-6)
  - Coalescència de vocals de qualitat similar (#NIA-6a)
  - Amb vocals diferents, la primera vocal és generalment dominant (#NIA-6b)
  - aï i aü es converteixen finalment en ε i ɔ (#NIA-6b-3)
- Retroflexió de l'aproximant lateral: -l- > -ḷ- (#SD-1c)
- Excepció a #NIA-1 quan una vocal llarga segueix la geminada i la paraula és més llarga de dues síl·labes (#SD-2)

### Morfologia i sintaxi
- Morfològic
  - Reducció del nombre de compostos
  - Fusió del dual amb el plural
  - Substitució d’afixos de cas per postposicions
  - Desenvolupament de construccions perifràstiques de temps / veu / estat d'ànim
- Sintaxi
  - Ergativitat dividida
  - Sistema d'acords més complex

El gujarati es divideix habitualment en les tres etapes històriques següents: 

### Gujarati antic
Antic Gujarātī (જૂની ગુજરાતી; 1200 dC–1500 dC), que descendia del pràcrit i era l'avantpassat del gujarati i el rajasthani moderns, era parlat pels gurjars, que residien i governaven a Gujarat, Punjab, Rajputana i el centre de l'Índia. La llengua ja es va utilitzar com a llengua literària al segle XII. Els textos d'aquesta època mostren trets característics del gujarati, com ara formes nominals directes/obliques, postposicions i verbs auxiliars. Tenia tres gèneres, com el gujarati avui dia, i cap al 1300 dC, va sorgir una forma força estandarditzada d'aquesta llengua. Tot i que generalment es coneix com a gujarati antic, uns quants estudiosos prefereixen el nom Rajasthani occidental antic, basant-se en l'argument que el gujarati i el Rajasthani encara no eren diferents. En aquesta preferència hi havia la creença que el rajasthani modern expressava esporàdicament un gènere neutre, basada en la conclusió incorrecta que la [ũ] que es va pronunciar en algunes zones per a la [o] masculina després d'una consonant nasal era anàloga al neutre [ũ] del gujarati. Una gramàtica formal, Prakrita Vyakarana, del precursor d'aquesta llengua, Gurjar Apabhraṃśa, va ser escrita pel monjo jainista i eminent erudit Acharya Hemachandra Suri durant el regnat del rei Chaulukya Jayasimha Siddharaja d’Anhilwara (Patan).

### Gujarati mitjà
El gujarati mitjà (1500–1800 dC) es va separar del rajasthani i va desenvolupar els fonemes ɛ i ɔ, l'arrel auxiliar ch- i el marcador possessiu -n-. Els principals canvis fonològics característics de la transició entre el gujarati antic i el gujarati mitjà són:
- i, u es desenvolupen a ə en síl·labes obertes
- els diftongs əi, əu canvien a ɛ i ɔ en síl·labes inicials i a e i o en altres llocs
- əũ es desenvolupa a ɔ̃ en síl·labes inicials i a ű en síl·labes finals

Aquests desenvolupaments tindrien conseqüències gramaticals. Per exemple, el singular instrumental-locatiu del gujarati antic en -i va ser anivellat i eliminat, havent esdevingut el mateix que el singular nominatiu/acusatiu del gujarati antic en -ə.

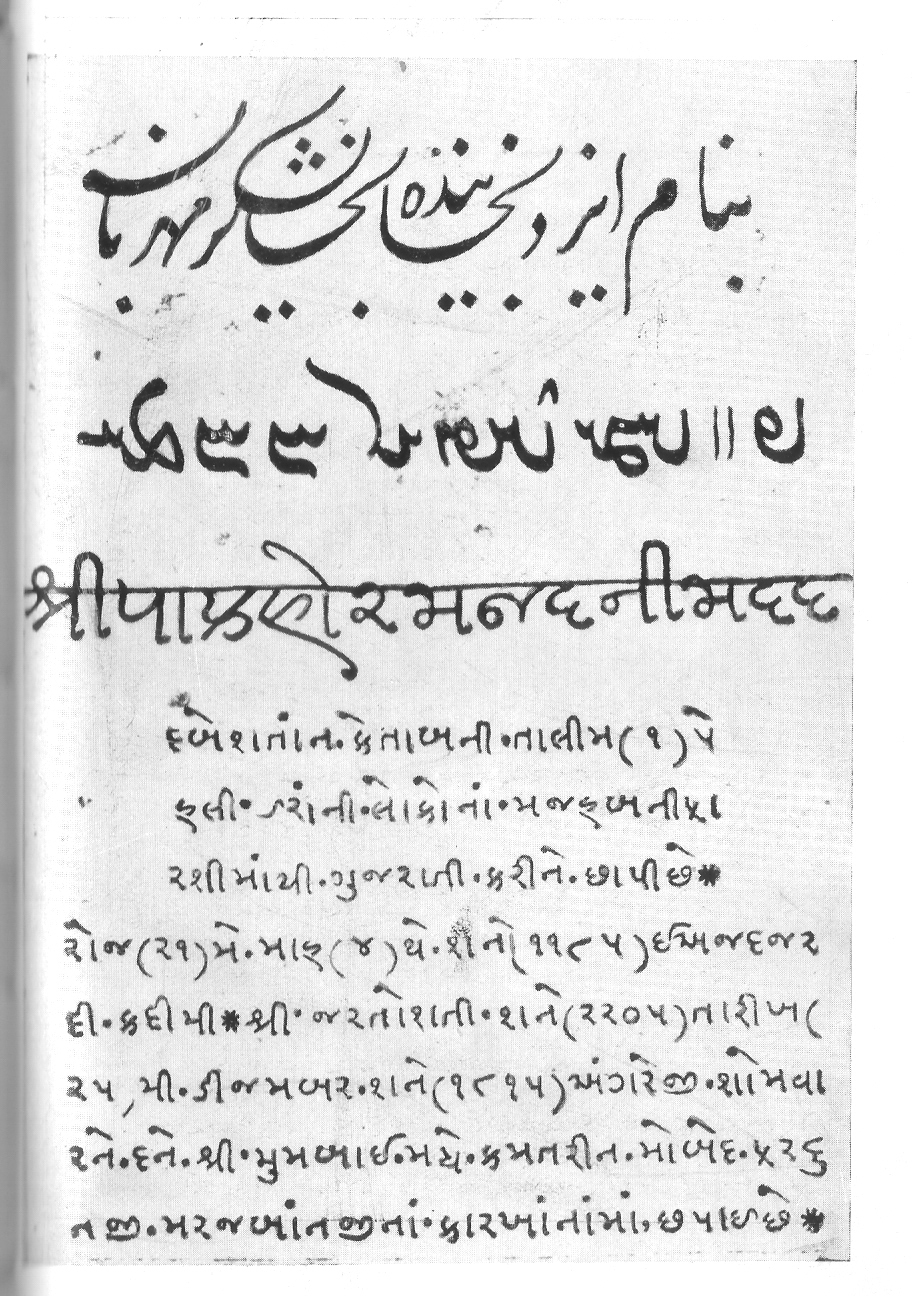
Una pàgina de la traducció gujarati de Dabestan-e Mazaheb preparada i impresa per Fardunjee Marzban (25 de desembre de 1815)

Un canvi fonològic important va ser l'eliminació de la ə final, de manera que la llengua moderna té paraules en consonant final. Gramaticalment, es va desenvolupar un nou marcador de plural de -o. En literatura, el tercer quart del segle xix va veure una sèrie d'esdeveniments importants per al gujarati, que anteriorment tenia el vers com a mode dominant de composició literària. A la dècada del 1920, es van dur a terme els esforços per estandarditzar el gujarati.

## Alfabet

### Consonants
| ક       | ખ         | ગ       | ઘ         | ઙ       |
| ka /kə/ | kha /kʰə/ | ga /gə/ | gha /gʱə/ | ṅa /ŋə/ |
| ચ       | છ         | જ       | ઝ         | ઞ       |
| ca /ʧə/ | cha /ʧʰə/ | ja /ʤə/ | jha /ʤʱə/ | ña /ɲə/ |
| ટ       | ઠ         | ડ       | ઢ         | ણ       |
| ṭa /ʈə/ | ṭha /ʈʰə/ | ḍa /ɖə/ | ḍha /ɖʱə/ | ṇa /ɳə/ |
| ત       | થ         | દ       | ધ         | ન       |
| ta /tə/ | tha /tʰə/ | da /də/ | dha /dʱə/ | na /nə/ |
| પ       | ફ         | બ       | ભ         | મ       |
| pa /pə/ | pha /pʰə/ | ba /bə/ | bha /bʱə/ | ma /mə/ |
| ય       | ર         | લ       | વ         | ળ       |
| ya /jə/ | ra /rə/   | la /lə/ | va /ʋə/   | ḷa /ɭə/ |
| શ       | ષ         | સ       | હ         |         |
| śa /ʃə/ | ṣa /ʃə/   | sa /sə/ | ha /ɦə/   |         |

### Vocals
| ્  | sense vocal | ક્ | k   |
| અ | a /ə/       | ક | ka  |
| આ | ā /ɑ̈/       | કા | kā  |
| ઍ | â /æ/       | કૅ | kâ  |
| ઇ | i /i/       | કિ | ki  |
| ઈ | ī /i/       | કી | kī  |
| ઉ | u /u/       | કુ | ku  |
| ઊ | ū /u/       | કૂ | kū  |
| ઋ | ṛ /ɾu/      | કૃ | kṛ  |
| એ | e /ɛ/       | કે | ke  |
| ઐ | ai /aj/     | કૈ | kai |
| ઓ | o /o/       | કો | ko  |
| ઑ | ô /ɔ/       | કૉ | kô  |
| ઔ | au /əw/     | કૌ | kau |